# Seenotdienst

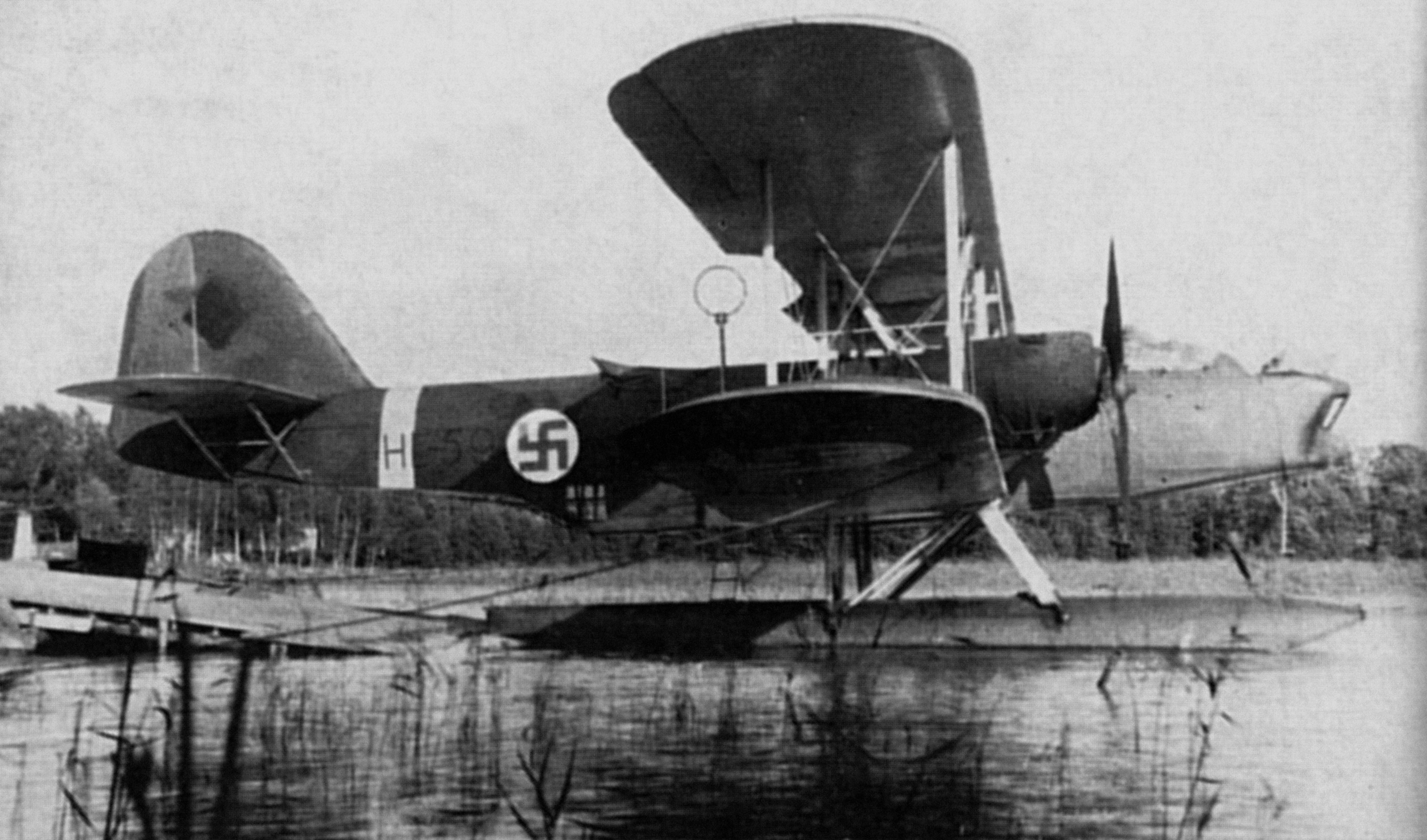
El Seenotdienst alemán operaba 14 hidroaviones Heinkel He 59 (como este de la Fuerza Aérea Finlandesa), así como una variedad de lanchas rápidas.

El Servicio de Rescate Marítimo (en alemán: Seenotdienst) era una organización militar alemana formada dentro de la Luftwaffe (Fuerza Aérea Alemana) para salvar a los aviadores caídos de aterrizajes de emergencia en el agua. El Seenotdienst funcionó de 1935 a 1945 y fue el primer servicio de salvamento aeromarítimo organizado.
Al principio, el Seenotdienst funcionó como un servicio civil dirigido por el ejército y luego pasó formalmente a formar parte de la Luftwaffe. A lo largo de su existencia, el grupo resolvió una serie de desafíos organizativos, operativos y técnicos para crear una fuerza de rescate eficaz. Cuando los líderes aéreos británicos y estadounidenses observaron el éxito alemán, modelaron sus propias fuerzas de rescate según el Seenotdienst. A medida que avanzaban los Aliados en la Segunda Guerra Mundial, negando zonas marítimas a las fuerzas alemanas, los grupos locales del Seenotdienst se fueron disolviendo. El último grupo activo sirvió en el mar Báltico en marzo de 1945.

## Década de los 30
En 1935, el teniente coronel de la Luftwaffe Konrad Goltz, un oficial de suministros con base en el puerto de Kiel, recibió la tarea de organizar el Seenotdienst, una organización de rescate aire-mar que se centraría en el mar del Norte y el mar Báltico. Goltz obtuvo coordinación con unidades aéreas de la Kriegsmarine, así como con sociedades civiles de botes salvavidas y el Servicio Alemán de Búsqueda y Salvamento Marítimo (DGzRS, o "Deutsche Gesellschaft zur Rettung Schiffbrüchiger"). Ocupó el mando administrativo del Grupo de Barcos y Embarcaciones que se organizó en Kiel dentro de la Luftwaffe. Goltz iba a operar el Seenotdienst como una organización civil tripulada por personal militar y civil, con registros civiles aplicados a los aviones.
A principios de 1939, ante la creciente probabilidad de una guerra contra Gran Bretaña, la Luftwaffe llevó a cabo ejercicios de rescate a gran escala sobre el agua. Los bombarderos alemanes con base en tierra utilizados para tareas de búsqueda demostraron tener un alcance inadecuado, por lo que se construyeron bases aéreas de bombarderos a lo largo de la costa para facilitar una red aérea sobre los mares Báltico y del Norte. A continuación, la Luftwaffe decidió adquirir un hidroavión de rescate aéreo-marítimo exclusivo, eligiendo una modificación del Heinkel He 59, un biplano bimotor con flotadores. En total, se enviaron 14 He 59 de los modelos más antiguos para equiparlos con equipo de primeros auxilios, sacos de dormir con calefacción eléctrica, equipo de respiración artificial, una trampilla en el suelo con una escalera telescópica para llegar al agua, un elevador, dispositivos de señalización y taquillas para sujeta todo el equipo. Los Heinkel He 59 estaban pintados de blanco con cruces rojas para indicar los servicios de emergencia. Una variada colección de pequeñas embarcaciones de superficie quedó bajo el mando de la división de salvamento aeromarítimo.

## Segunda Guerra Mundial
La primera operación múltiple de rescate aire-mar ocurrió el 18 de diciembre de 1939. Un grupo de 24 bombarderos medianos británicos Vickers Wellington se vieron frustrados por las nubes bajas y la niebla en su misión de bombardear Wilhelmshaven, y regresaron a casa. La formación atrajo la enérgica atención de los pilotos de la Luftwaffe que pilotaban aviones de combate Bf 109 y cazas pesados Bf 110, y más de la mitad de los Wellington se hundieron en el mar del Norte. Los barcos de rescate alemanes Seenotdienst con base en Hörnum salieron con los He 59 para salvar a una veintena de aviadores británicos del agua helada.
En 1940, cuando el avance alemán pasó a ocupar Dinamarca y Noruega, el Seenotdienst añadió bases a lo largo de las costas de esos países. Un escuadrón de Dornier Do 18 obsoletos que se habían utilizado para reconocimiento marítimo fue asignado al rescate aire-mar. Algunos de los Heinkel que habían salido volando de la isla de Sylt fueron trasladados a Aalborg, en el norte de Dinamarca. Las dos bases en Noruega estaban ubicadas en Stavanger y Bergen. En muchos casos, las sociedades de rescate locales cooperaron con el Seenotdienst.
Cuando los Países Bajos y Francia cayeron ante el avance alemán en mayo y junio de 1940, se pusieron en funcionamiento más bases de rescate. La Haya y Schellingwoude se convirtieron en bases de rescate en los Países Bajos, y Boulogne y Cherburgo en Francia albergaron unidades de rescate que pronto estarían activas durante la batalla de Inglaterra. El Seenotdienst fue incorporado formalmente a la Luftwaffe en julio de 1940, convirtiéndose en Luftwaffeninspektion 16 (Inspección 16 de la Fuerza Aérea Alemana) bajo la dirección del Generalleutnant Hans-Georg von Seidel, el Intendente General de la Luftwaffe, y por lo tanto indirectamente bajo el mando del General der Flieger Hans Jeschonnek, el Jefe del Estado Mayor de la Luftwaffe.
Las embarcaciones de rescate holandesas pertenecientes al Noord- en zuid-Hollandsche Redding Maatschappij (NZHRM, Institución de Rescate Marítimo de Holanda del Norte y del Sur) y al Zuid-Hollandsche Maatschappij tot Redding van Schipbreukelingen (ZHMRS) se incorporaron al Seenotdienst durante la ocupación de los Países Bajos. Los rápidos botes salvavidas a motor estaban pintados de blanco con cruces rojas, aunque dos veces fueron ametrallados por aviones aliados. Los barqueros civiles gozaban de buenas relaciones con las autoridades alemanas. Entre 1940 y 1945, los barcos holandeses salvaron a unos 1.100 marineros y aviadores. Cerca del final de la ocupación, algunos comandantes de barcos locales desafiaron al régimen nazi y tres botes salvavidas holandeses escaparon a través del Canal, uno de los cuales transportaba a 40 judíos a un santuario en Inglaterra.
En respuesta al alto coste de la campaña aérea alemana contra Inglaterra entre julio y agosto de 1940, Adolf Galland recomendó a los pilotos alemanes que realizaran un aterrizaje en el agua con sus aviones en lugar de saltar y lanzarse en paracaídas cuando tuvieran una emergencia. Cada uno de los aviones llevaba una balsa de goma inflable que ayudaría a los aviadores a evitar la hipotermia por la inmersión continua en el agua fría y aumentaría el tiempo de supervivencia hasta el rescate. En comparación, los cazas británicos como el Supermarine Spitfire y el Hawker Hurricane no llevaban balsas inflables, sólo chalecos salvavidas que ayudaban poco contra el frío.
En julio de 1940, un He 59 pintado de blanco que operaba cerca de Deal, en Kent, fue derribado y la tripulación tomada prisionera porque compartía el espacio aéreo con 12 cazas Bf 109 y porque los británicos desconfiaban de los aviones de la Luftwaffe que lanzaban espías y saboteadores. El registro del piloto alemán mostraba que había anotado la posición y dirección de los convoyes británicos; los funcionarios británicos determinaron que esto constituía un reconocimiento militar, no un trabajo de rescate. El Ministerio del Aire emitió el Boletín 1254 indicando que todos los aviones de rescate aéreo-marítimo enemigos debían ser destruidos si se encontraban. Winston Churchill escribió más tarde: "No reconocimos este medio de rescatar a los pilotos enemigos que habían sido derribados en combate, para que pudieran venir y bombardear a nuestra población civil nuevamente".Alemania protestó por esta orden alegando que los aviones de rescate formaban parte del acuerdo de la Convención de Ginebra que estipula que los beligerantes debían respetar las "formaciones sanitarias móviles" de cada uno, como ambulancias de campaña y barcos hospitales. Churchill argumentó que los aviones de rescate no estaban previstos en el tratado y no estaban incluidos. Los ataques británicos a los He 59 aumentaron. El Seenotdienst ordenó que el avión de rescate fuera armado y pintado con el esquema de camuflaje de su zona de operaciones. Se abandonó el uso del registro civil y de las marcas de cruz roja. Un artillero del Seenotdienst derribó un caza Hurricane del 43.º Escuadrón de la RAF el 20 de julio. Los vuelos de rescate debían estar protegidos por aviones de combate cuando fuera posible.
En agosto, algunos hidroaviones franceses y holandeses capturados fueron modificados para su rescate y adscritos a la organización. Algunos hidroaviones Dornier Do 24 de tres motores construidos en los Países Bajos y ocho modelos franceses Bréguet 521 Bizerte fueron reacondicionados con suministros de rescate estándar del Seenotdienst. Se establecieron otras bases en El Havre, Brest, Saint-Nazaire y Royan. Se pusieron más aviones bajo el mando del Seenotdienst de forma ad hoc, dependiendo de la urgencia. El 22 de mayo de 1941, en el Mediterráneo frente a la costa de Creta, se llamó a un escuadrón de Do 24 para rescatar a los supervivientes del hundimiento del Gloucester; fueron rescatados unos 65 marineros británicos. En la batalla por Malta, los Do 24 realizaron unas 1.000 misiones de rescate, muchas de las cuales fueron derribadas. Al salvar a los marineros italianos del acorazado Roma, cuatro de cada cinco aviones Do 24T fueron derribados. El quinto hidroavión rescató a 19 hombres.

### Respuesta británica y americana
Durante los primeros dos años de guerra, la Royal Air Force Marine Branch británica no tenía unidades coordinadas de rescate aire-mar; sólo alrededor de 28 lanchas de emergencia y ningún avión dedicado. El aterrizaje de un avión británico en el canal de la Mancha o en el mar del Norte solía condenar a su tripulación. El destino de los pilotos caídos estaba principalmente en manos de su organización matriz, y poco podían hacer para ayudar a los barcos accidentados a localizar el lugar del accidente. En enero de 1941, la Royal Air Force formó una Dirección de Rescate Aéreo-Marítimo con el fin de salvar a quienes se encontraban en peligro en el mar, especialmente aviadores. El aprovisionamiento adecuado de los escuadrones de rescate fue lento y tomó más de un año para que los barcos y aviones de rescate marítimos se reunieran en escuadrones ASR activos. Entre febrero y agosto de 1941, de los 1.200 aviadores británicos que aterrizaron en el canal de la Mancha o en el mar del Norte, 444 fueron rescatados y 78 más fueron recogidos e internados por el Seenotdienst. La organización copió mucho de los exitosos esfuerzos del Seenotdienst. Las unidades británicas de rescate aire-mar comenzaron en septiembre de 1942 a trabajar con la Fuerzas Aéreas del Ejército de los Estados Unidos para coordinar las actividades de rescate sobre el canal de la Mancha y el mar del Norte. Los observadores de Estados Unidos siguieron el ejemplo tanto del Seenotdienst como de las operaciones de rescate británicas. El esfuerzo combinado de Estados Unidos y el Reino Unido permitió salvar a unos 2.000 aviadores estadounidenses de los mares que rodean el Reino Unido. Desde el momento de su inicio hasta el final de la guerra, sólo el esfuerzo británico rescató a 13.629 personas del océano, 8.000 de las cuales eran aviadores.

### Retirada
A medida que los aliados avanzaban tras la invasión de Normandía en junio de 1944, la Luftwaffe retiró sus bases para evitar que fueran atacadas. Las unidades del Seenotdienst cuyas áreas de operación estaban amenazadas por la actividad aliada fueron disueltas o reorganizadas en otros grupos con ubicaciones más seguras. Por ejemplo, en julio de 1944, rodeado por el VIII Cuerpo de Estados Unidos reunido para atacar Brest, el Seenotstaffel 1 que había estado operando allí desde junio de 1940, con un destacamento del sur en Hourtin, fue enviado a Baltisk en el mar Báltico, luego renombrado en agosto como Seenotstaffel 60. En noviembre de 1944, los dirigentes alemanes decidieron que los recursos de fabricación de hidroaviones podrían utilizarse mejor en otros lugares y ordenaron a la fábrica Dornier que dejara de fabricar Do 24.El mayor número de personas que un avión del Seenotdienst rescató en una sola salida fueron 99 niños y 14 adultos transportados por un Do 24, salvados de los orfanatos amenazados por el avance soviético en Koszalin durante la batalla de Kolberg a principios de marzo de 1945. La carga era tal que el avión no podía despegar; en cambio, saltó sobre una ola y se dirigió de regreso a la base. Durante la misma batalla, seis barcos que trabajaban con el Seenotdienst hicieron repetidos viajes del 17 al 18 de marzo a un muelle en Kolberg y evacuaron a 2.356 personas.

## Equipamiento de rescate
Durante la batalla de Inglaterra, un problema que el Seenotdienst observó entre las tripulaciones aéreas británicas y alemanas se denominó Rettungskollaps (colapso de rescate): varios aviadores rescatados perdieron el conocimiento y murieron entre 20 y 90 minutos después de ser sacados del agua helada. Se inició una investigación sobre el asunto, incluidos experimentos con prisioneros del campo de concentración de Dachau que implicaban sumergir a hombres en agua extremadamente fría para inducir una hipotermia grave. Luego, los sujetos humanos fueron calentados utilizando varios métodos analizados, como envolverlos en un saco de dormir calentado eléctricamente o bañarlos en agua tibia o caliente. En el proceso murieron entre 80 y 100 prisioneros.
En octubre de 1940, por sugerencia de Ernst Udet, los alemanes colocaron Rettungsbojen (boyas de rescate marítimo) pintadas de amarillo en aguas donde era probable que se produjeran emergencias aéreas. Las boyas altamente visibles contenían equipos de emergencia, incluidos alimentos, agua, mantas y ropa seca para cuatro hombres, y atrajeron a aviadores angustiados de ambos lados del conflicto. Los aviadores y marineros británicos los llamaban "Lobster Pots" por su forma. Los barcos de rescate alemanes y británicos revisaban los flotadores de vez en cuando, recogiendo a los aviadores que encontraban, aunque los aviadores enemigos fueron inmediatamente hechos prisioneros de guerra.
El Seenotdienst llevó a cabo sus propios estudios que determinaron qué nuevos inventos de rescate debían incorporarse en toda la Luftwaffe. Se descubrió que un tinte de fluoresceína de color verde brillante era útil para marcar el área de un aterrizaje en el agua, y todos los aviones alemanes comenzaron a llevar el tinte. Se desarrollaron botes inflables compactos para todos los aviones de combate, incluso los cazas monomotor.

## Aviones utilizados
- Arado Ar 196[22]
- Arado Ar 199[22]
- Breguet 521 Bizerte
- CANT Z.506[22]
- Dornier Do 18
- Dornier Do 24
- Focke-Wulf Fw 58 Weihe[22]
- Focke-Wulf Fw 190[22]
- Heinkel He 59
- Heinkel He 60[22]
- Heinkel He 114[22]
- Heinkel He 115[22]
- Junkers Ju 52[22]
- Junkers W 34[23]